# Épisodes de Taxi Brooklyn
Cet article présente le guide des épisodes de la série télévisée franco-américaine Taxi Brooklyn.

## Distribution

### Acteurs principaux
- Chyler Leigh (VF : Véronique Desmadryl) : Détective Caitlin « Cat » Sullivan
- Jacky Ido (VF : lui-même) : Léo Romba
- Raul Casso (VF : Jean-François Gérard) : Ronnie
- James Colby (VF : Stéfan Godin) : Capitaine John Baker
- Bill Heck (VF : Olivier Chauvel) : Agent Spécial Gregg James
- José Zuniga (VF : Pierre Laurent) : Eddie Esposito

### Acteurs récurrents
- Jennifer Esposito (VF : Géraldine Asselin) : Dr Monica Pena
- Ally Walker (VF : Martine Irzenski) : Frankie Sullivan, la mère de Caitlyn
- Carl Ducena : officier Carl

### Diffusions
- Belgique : La Deux du 21 mars 2014 au 11 avril 2014
- France : TF1 du 14 avril 2014 au 12 mai 2014
- États-Unis : sur NBC à partir du 25 juin 2014[1]

## Épisodes

### Épisode 1:Le Prix de la course
- Belgique : 21 mars 2014[2]
- France : 14 avril 2014
- États-Unis : 25 juin 2014

- France : 5,37 millions de téléspectateurs (20,3 % de part d'audience)[3]
- États-Unis : 5,34 millions de téléspectateurs[4] (première diffusion)

### Épisode 2:L'Héritage
- Belgique : 21 mars 2014[5]
- France : 14 avril 2014
- États-Unis : 2 juillet 2014

- France : 4,7 millions de téléspectateurs (20,8 % de part d'audience)[3]
- États-Unis : 5,24 millions de téléspectateurs[6] (première diffusion)

### Épisode 3:Chercher les femmes
- Belgique : 21 mars 2014[7]
- France : 14 avril 2014
- États-Unis : 9 juillet 2014

- France : 3,7 millions de téléspectateurs (27,1 % de part d'audience)[3]
- États-Unis : 4,62 millions de téléspectateurs[8] (première diffusion)

### Épisode 4:Esprit de famille
- Belgique : 28 mars 2014[9]
- France : 21 avril 2014
- États-Unis : 16 juillet 2014

- Belgique : 98 300 téléspectateurs (6,5 % de part d'audience)[10]
- France : 4,78 millions de téléspectateurs (18,1 % de part d'audience)[11]
- États-Unis : 4,73 millions de téléspectateurs[12] (première diffusion)

### Épisode 5:Témoin gênant
- Belgique : 28 mars 2014[13]
- France : 21 avril 2014
- États-Unis : 23 juillet 2014

- Belgique : 99 800 téléspectateurs (6,7 % de part d'audience)[10]
- France : 4,3 millions de téléspectateurs (18,3 % de part d'audience)[11]
- États-Unis : 5,3 millions de téléspectateurs[14] (première diffusion)

### Épisode 6:Mourir d'aimer
- Belgique : 28 mars 2014[15]
- France : 21 avril 2014
- États-Unis : 30 juillet 2014

- France : 3,4 millions de téléspectateurs (21,6 % de part d'audience)[11]
- États-Unis : 5,25 millions de téléspectateurs[16] (première diffusion)

### Épisode 7:La Belle et le gigolo
- Belgique : 4 avril 2014[17]
- France : 28 avril 2014
- États-Unis : 6 août 2014

- France : 5,03 millions de téléspectateurs (18,9 % de part d'audience)[18]
- États-Unis : 5,23 millions de téléspectateurs[19] (première diffusion)

### Épisode 8:Brooklyn chrono
- Belgique : 4 avril 2014[20]
- France : 28 avril 2014
- États-Unis : 13 août 2014

- Belgique : 95 700 téléspectateurs (6 % de part d'audience)[21]
- France : 4,86 millions de téléspectateurs (20,2 % de part d'audience)[18]
- États-Unis : 4,94 millions de téléspectateurs[22] (première diffusion)

### Épisode 9:Ménage trouble
- Belgique : 4 avril 2014[23]
- France : 5 mai 2014
- États-Unis : 20 août 2014

- France : 4,62 millions de téléspectateurs (17,8 % de part d'audience)[24]
- États-Unis : 4,6 millions de téléspectateurs[25] (première diffusion)

### Épisode 10:La Nuit la plus longue
- Belgique : 11 avril 2014[26]
- France : 5 mai 2014
- États-Unis : 27 août 2014

- France : 4,2 millions de téléspectateurs (17,8 % de part d'audience)[24]
- États-Unis : 4,42 millions de téléspectateurs[27] (première diffusion)

### Épisode 11:Le Match de leur vie
- Belgique : 11 avril 2014[28]
- France : 12 mai 2014
- États-Unis : 3 septembre 2014

- France : 4,57 millions de téléspectateurs (17,2 % de part d'audience)[29]
- États-Unis : 5,26 millions de téléspectateurs[30] (première diffusion)

### Épisode 12:Dernière course
- Belgique : 11 avril 2014[31]
- France : 12 mai 2014
- États-Unis : 10 septembre 2014

- France : 4,1 millions de téléspectateurs (17,9 % de part d'audience)[29]
- États-Unis : 5,12 millions de téléspectateurs[32] (première diffusion)